# Csóonpu

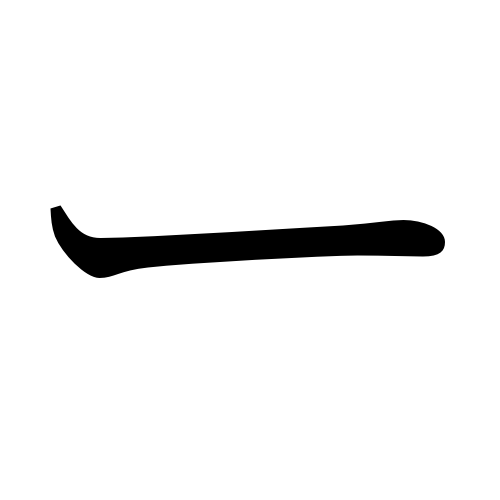
Csóonpu

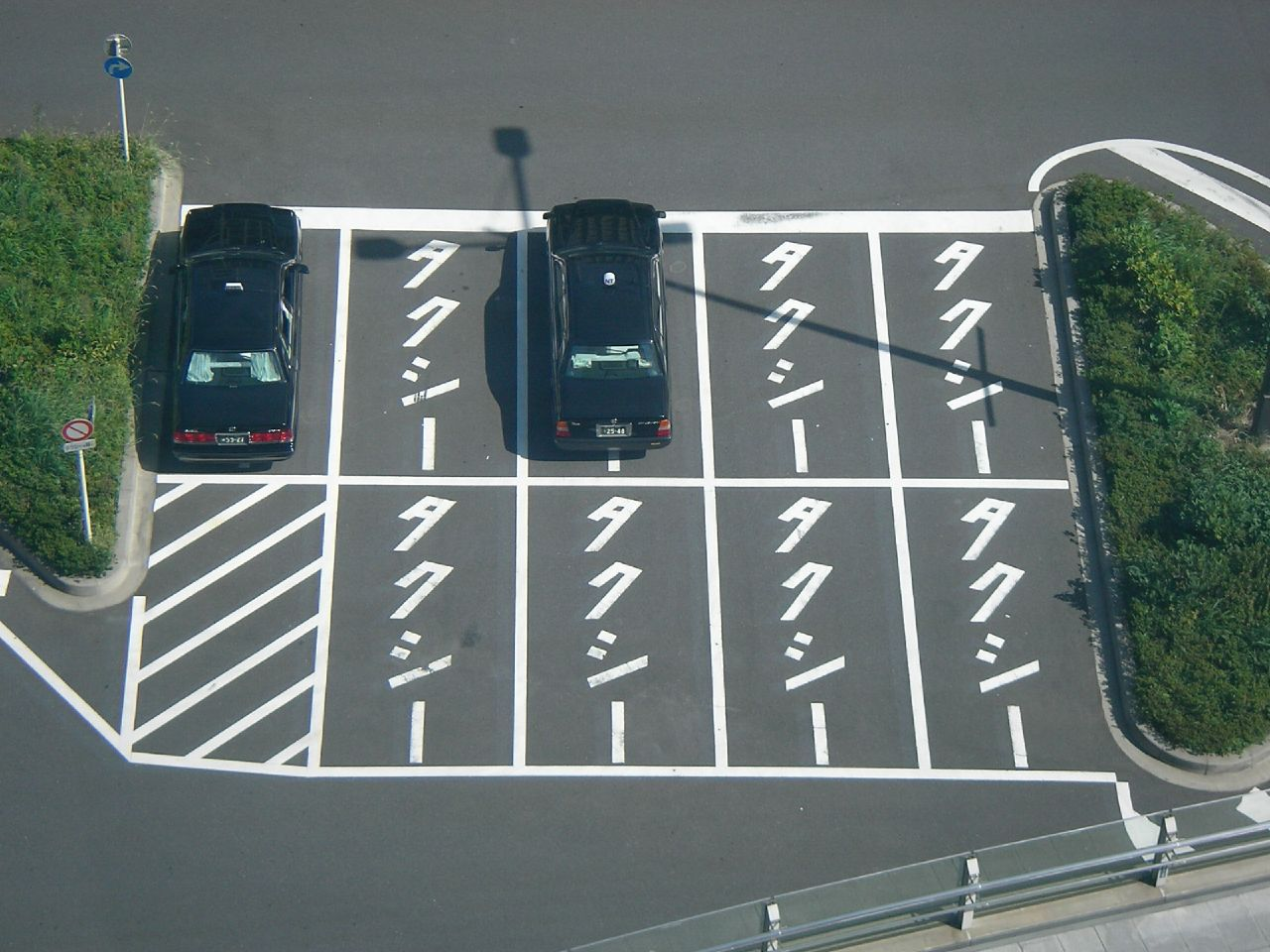
Taxifelfestés hagyományos írásmóddal, felülről lefelé. Itt a csóonpu álló verziója szerepel a タクシー (takusí) szóban.

A csóonpu (長音符; Hepburn: chōonpu), más néven csóonkigó (長音記号), onbiki (音引き) vagy bóbiki (棒引き) a japán nyelvben használt írásjegy, melynek feladata a magánhangzó hosszúságának jelölése, tipikusan a csóon, azaz két mora hosszú magánhangzót jelölik vele. Leginkább a katakanában használják, hiragana esetében ritkán fordul elő, például a rámenéttermek cégtábláin (らーめん). Az írásjegy hasonlít az 一 (egy) kandzsihoz, de nem tévesztendő össze vele. Amennyiben a szöveg a hagyományos módon, felülről lefelé írva szerepel, a csóonpu álló verzióját használják. A Hepburn-átírásban a csóonpuval jelölt hosszú magánhangzót a magánhangzó fölé írt felülvonással jelzik. Unicode kódja U+30FC. A szótárak egy része vagy teljesen figyelmen kívül hagyja a rendszerezéskor, vagy pedig az azt megelőző magánhangzó elé vagy után sorolja az ábécérendben.
| Hepburn és magyaros | Hiragana       | Katakana |
| ------------------- | -------------- | -------- |
| hā - há             | はあ           | ハー     |
| hī - hí             | ひい           | ヒー     |
| fū / hū - fú / hú   | ふう           | フー     |
| hē (hee) / hé       | へえ           | ヘー     |
| hō (hoo) / hó       | ほお vagy ほう | ホー     |